# Jackson Jammers
I Jackson Jammers sono stati una franchigia di pallacanestro della GBA, con sede a Jackson, nel Tennessee, attivi dal 1991 al 1992.
Nacquero a Nashville nel Tennessee come Music City Jammers. Vinsero il titolo nel 1991-92 battendo in finale 4-3 i Greenville Spinners. La stagione seguente si trasferirono a Jackson, assumendo il nome di Jackson Jammers. Scomparvero dopo il fallimento della lega.

## Stagioni
| Stagione | Lega | Denominazione      | V  | P  | %    | Piazzamento | Play-off |
| -------- | ---- | ------------------ | -- | -- | ---- | ----------- | -------- |
| 1991-92  | GBA  | Music City Jammers | 24 | 40 | 37,5 | 4º          | Campioni |
| 1992-93  | GBA  | Jackson Jammers    | 6  | 12 | 33,3 | 7º          | -        |